# Malchus
Malchus także Malcheusz, Malchos – zlatynizowane imię pochodzenia hebrajskiego, oznaczające „doradca”. Niektóre źródła wywodzą jego rodowód z języka punickiego, w którym oznaczałoby tyle co „panujący”, „mój król”.
Odpowiedniki w innych językach:
- angielski: Malchus
- francuski: Malchus, Malco
- grecki: Μάλχος
- hiszpański: Malco
- łaciński: Malchus
- niemiecki: Malchus
- rosyjski: Малх
- węgierski: Malkusnak
- włoski: Malco

Malchus imieniny obchodzi 27 lipca oraz 21 października.

## Znane osoby noszące imię Malchus
- Biblia
  - Malchus (I wiek) – postać biblijna, znany z Ewangelii Jana
- Święci i błogosławieni
  - Święty Malchus – męczennik z Cezarei, towarzysz świętych Aleksandra i Pryska
  - Święty Malchus – mnich z Antiochii (wspominany 21 października)
  - Święty Malchus – wspominany w Efezie wraz z towarzyszami 27 lipca
- Znane osoby
  - Malchus (VI wieku p.n.e.) – starożytny wódz kartagiński
  - Malchus – historyk bizantyjski
- Postacie fikcyjne
  - Malko Linge – bohater powieści szpiegowskich autorstwa Gérarda de Villiersa